# Synaldis glabripleura
Synaldis glabripleura är en stekelart som beskrevs av Fischer 1993. Synaldis glabripleura ingår i släktet Synaldis och familjen bracksteklar. Inga underarter finns listade i Catalogue of Life.